# 地盆草
地盆草（学名：Scutellaria discolor var. hirta）为唇形科黄芩属下的一个变种。

## 扩展阅读
- 維基物種上的相關：地盆草

[在维基数据编辑]
 《植物名實圖考·地盆草》，出自吳其濬《植物名實圖考》